# Farbod Samadian
Farbod Samadian Khatami (San José, Costa Rica, 6 de febrero de 2005) es un futbolista costarricense que juega como defensa central en la L. D. Alajuelense de la Primera División de Costa Rica.

## Trayectoria

### C. S. Cartaginés
El 5 de septiembre de 2023, debutó por medio del Torneo de Copa de Costa Rica contra A. D. Guanacasteca, disputando 76 minutos en la derrota 1-0.

### L. D. Alajuelense
El 4 de septiembre de 2024, debutó por medio de la competición del Torneo de Copa de Costa Rica contra el Escorpiones de Belén F. C. en fase de octavos de final, Samadian ingresó desde el minuto 65 por la victoria 5-1.

## Selección nacional

### Categorías inferiores
Participó en la competición Torneo Uncaf Sub-19 de 2024, disputando los 4 partidos, en la que obtuvo el cuarto lugar de la competición.
El 10 de julio de 2024, se oficializó su convocatoria por el director técnico Cristian Vella para la selección de Costa Rica sub-20 para disputar el Campeonato Sub-20 de la Concacaf de 2024. El 19 de julio se enfrentó contra Cuba, y dio su ingreso al 90+5, debido a la lesión de Walter Ramírez, el encuentro finalizó por el empate 1-1. El 22 de julio, se mantuvo en el banco de suplencia contra Jamaica en la victoria 0-3. El 26 de julio, se enfrentó contra Estados Unidos, disputando la totalidad de minutos en la derrota 1-0, quedando en la segunda posición de la tabla de posiciones, logrando avanzar a la siguiente fase de cuartos de final. El 31 de julio, se enfrentó contra México, disputando la totalidad de minutos por la derrota 2-1, siendo eliminados de la competición, sin obtener la clasificación a la Copa Mundial 2025.

#### Participaciones internacionales
| Competición                              | Sede     | Resultado        | Partidos | Goles |
| ---------------------------------------- | -------- | ---------------- | -------- | ----- |
| Torneo Uncaf Sub-19 de 2024              | Honduras | Cuarto lugar     | 4        | 0     |
| Campeonato Sub-20 de la Concacaf de 2024 | México   | Cuartos de final | 3        | 0     |

## Estadísticas

### Clubes
Actualizado al último partido jugado el 4 de septiembre de 2024.
| Club                           | Div.          | Temporada     | Liga  | Liga  | Liga   | Copas nacionales | Copas nacionales | Copas nacionales | Copas internacionales | Copas internacionales | Copas internacionales | Total | Total | Total  |
| Club                           | Div.          | Temporada     | Part. | Goles | Asist. | Part.            | Goles            | Asist.           | Part.                 | Goles                 | Asist.                | Part. | Goles | Asist. |
| ------------------------------ | ------------- | ------------- | ----- | ----- | ------ | ---------------- | ---------------- | ---------------- | --------------------- | --------------------- | --------------------- | ----- | ----- | ------ |
| C. S. Cartaginés · Costa Rica  |               |               |       |       |        |                  |                  |                  |                       |                       |                       |       |       |        |
| 1.ª                            | 2023-24       | 3             | 0     | 0     | 1      | 0                | 0                | 2                | 0                     | 0                     | 6                     | 0     | 0     |        |
| Total club                     | Total club    | 3             | 0     | 0     | 1      | 0                | 0                | 2                | 0                     | 0                     | 6                     | 0     | 0     |        |
| L. D. Alajuelense · Costa Rica |               |               |       |       |        |                  |                  |                  |                       |                       |                       |       |       |        |
| 1.ª                            | 2024-25       | 0             | 0     | 0     | 1      | 0                | 0                | 0                | 0                     | 0                     | 1                     | 0     | 0     |        |
| Total club                     | Total club    | 0             | 0     | 0     | 1      | 0                | 0                | 0                | 0                     | 0                     | 1                     | 0     | 0     |        |
| Total carrera                  | Total carrera | Total carrera | 3     | 0     | 0      | 2                | 0                | 0                | 2                     | 0                     | 0                     | 7     | 0     | 0      |
| 1. 2. Fuente:Transfermarkt     |               |               |       |       |        |                  |                  |                  |                       |                       |                       |       |       |        |